# Jan Punčochář
Jan Punčochář (* 6. srpna 1979 Praha) je český šéfkuchař pražské restaurace U Matěje. Od roku 2019 působí jako porotce v kulinářské soutěži MasterChef Česko.

## Život
Kuchařem se vyučil v pražském hotelu Ambassador. Po vyučení pracoval například v pražských restauracích Rybí trh, International Zlatá Praha nebo Zátiší Group. Pak se zdokonaloval při několika zahraničních stážích, mimo jiné v michelinských restauracích Hangar 7 v Salcburku či Tim Raue v Berlíně. Jako kuchař působil i v přední švýcarské restauraci Häberlis Schützenhaus.
Po návratu do České republiky v roce 2004 se stal šéfkuchařem a spolumajitelem sklepní pražské restaurace a baru Le Terroir. Působil zde deset let a tamní kuchyně pod jeho vedením několikrát získala michelinské ocenění Bib Gourmand, tedy „Dobré jídlo za přijatelné ceny“.
Od 1. října 2014 je šéfkuchařem nově otevřené, posléze michelinské restaurace Grand Cru Restaurant. V květnu 2016 zvítězil ve 3. ročníku české ankety Zlatý kuchař roku 2015. V předchozích dvou letech skončil ve stejné soutěži absolutně třetí. Některé své recepty průběžně představuje na YouTube. Od září 2014 je pravidelným přispěvatelem specializované přílohy Dobrá chuť na stránkách serveru Lidovky.cz. Je českou tváří švýcarského výrobce luxusních hodinek Oris.
V roce 2019 otevřel vlastní restauraci U Matěje.